# Philadelphias sexdagars
Philadelpias sexdagars var ett amerikanskt sexdagarslopp i bancykling som avhölls vid 5 tillfällen i Philadelphia – ett första lopp 1902 och sedan fyra på 1930-talet.

## Podieplaceringar
| År                   | Vinnare                               | Tvåa                         | Trea                             |
| 1901/1902 jan.       | Howard Freeman Otto Maya              | Jack McCarton Ben Monroe     | George Leander John Rutz         |
| 1902/1903– 1930/1931 | ej avhållet                           |                              |                                  |
| 1931/1932 mar.       | Marcel Guimbretière Alfred Letourneur | George Dempsey William Peden | Willy Grimm Norman Hill          |
| 1932/1933 dec.       | Willy Grimm Edoardo Severgnini        | Harry Horan Fred Spencer     | Gérard Debaets Alfred Letourneur |
| 1933/1834            | ej avhållet                           |                              |                                  |
| 1934/1935 okt.       | Gérard Debaets Alfred Letourneur      | George Dempsey Robert Thomas | Fred Spencer Robert Walthour Jr  |
| 1935/1936            | ej avhållet                           |                              |                                  |
| 1936/1937 apr./maj   | Jules Audy Henri Lepage               | Henri O'Brien Harold Nauwens | Tommy Flynn Fred Spencer         |